# Concert du Prix Nobel de la paix

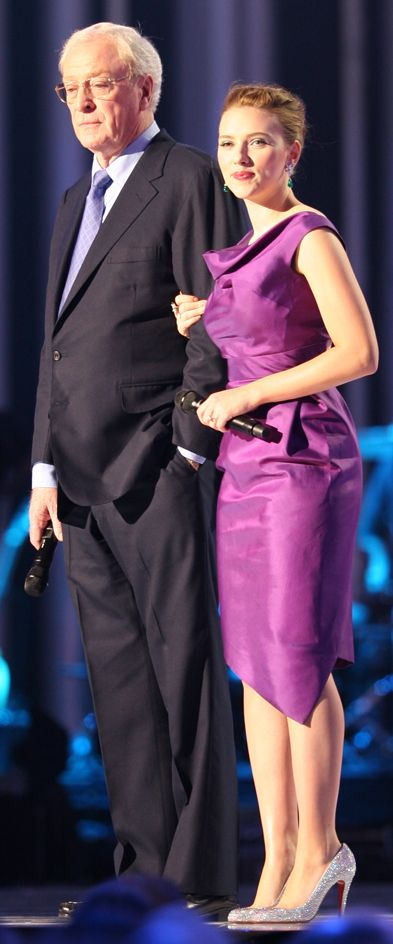
Michael Caine et Scarlett Johansson au concert du prix Nobel de la paix de 2008.

Le concert du prix Nobel de la paix (en norvégien et en suédois : Nobels fredspriskonsert ) s'organise chaque année, depuis le 11 décembre 1994, pour célébrer le lauréat du prix Nobel de la paix. La cérémonie de remise des prix a lieu le 10 décembre à l'Hôtel de ville d'Oslo et le concert se tient à l'Oslo Spektrum, en présence du lauréat et de distingués hôtes . Le concert est diffusé à un public mondial et atteint jusqu'à 350 millions de foyers dans 100 pays.
Le concert réunit des interprètes de divers genres musicaux, à l'exception du concert de 1995 présentant des œuvres classiques. Plusieurs éditions du concert sont enregistrées, avec des durées et des contenus différents, pour être diffusées dans différents pays.
Les animateurs louent l'art du lauréat du prix Nobel de la paix et le soumet à une interview. Le lauréat prononce un discours lors du concert.

## Pause 2018-2020
En 2018, les organisateurs du concert annoncent la suspension du concert pour 2018, promettant le réorganiser en 2019. Le site officiel de l'oganisation indique ils expliquent : « Notre ambition est de lancer un concert renouvelé et meilleur en 2019. [...] Nous prévoyons d'utiliser cette pause pour développer davantage le format et renforcer le financement au-delà du soutien continu et généreux de nos sponsors norvégiens de longue date. Plus notre base financière sera solide, plus notre indépendance dans le choix du format et du profil du concert sera forte. »

## Lauréats, hôtes et artistes par année
Comme la planification démarre en janvier, les artistes invités au concert ne sont généralement pas liés au lauréat, proclamé en octobre. Néanmoins, quelques réajustements de dernières minutes sont effectués à l'image le gagnant. Au départ, la diffusion du concert est animée par des célébrités norvégiennes ou des personnalités de la télévision. Mais, depuis 2000, les hôtes, à quelques exceptions près, viennent des États-Unis. L'Orchestre de la Radio Norvégienne est l'orchestre principal chaque année.

### Dans les 90
En 1994, Yasser Arafat, Shimon Peres et Yitzhak Rabin reçoivent le prix nobel de la paix. Erik Bye est désigné comme hôte.
Les artistes invités sont : Ofra Haza, Mari Boine, Ole Edvard Antonsen, Nusrat Fateh Ali Khan, Sigvard Dagsland, Sinéad O'Connor et Sondre Bratland.
En 1995, le concert est exclusivement consacré à des œuvres classiques.
En 1996, les artistes sollicités pour le concert sont : Angélique Kidjo, Annbjørg Lien, Jan Garbarek / Angélite, Joan Osborne, Solveig Kringlebotn, Sondre Bratland, Tata-Mai-Lau, Sølvguttene et Morten Harket qui interprète la chanson East Timor.
En 1997, les vainqueurs du prix nobel sont : Campagne internationale pour l'interdiction des mines terrestres (ICBL) et Jody Williams. Vigdís Finnbogadóttir est l'hôte. Les artistes invités sont : Anne Grete Preus, Boyz II Men, Emmylou Harris – (vœu spécial de la lauréate du Prix Nobel de la Paix), Harry Connick Jr., Jewel, Mariah Carey – My All, Butterfly, One Sweet Day avec Boyz II Men, Nils Petter Molvær, Sinéad O'Connor, Sølvguttene et Youssou N'Dour,.
Harry Connick Jr assure son concert avec 35 sur scène, en 1997.
En 1998, John Hume et David Trimble sont les lauréats du prix. L'hôte est Åse Kleveland.
Les artistes invités :
- a-ha – Summer Moved On, The Sun Always Shines on TV ;
- Alanis Morissette – Baba, Uninvited, Thank U
- Les Cranberries – Dreams, Promises, Linger
- Elton John (Videoscreen) – Your Song, Something About The Way You Look Tonight
- Enrique Iglesias
- Espen Lind – Pop From Hell
- Hariprasad Chaurasia
- James Galway avec Phil Coulter
- Oumou Sangaré
- Pandit Shivkumar Sharma
- Phil Collins – Both Sides of the Story, Another Day in Paradise
- Shania Twain – You're Still the One, Black Eyes, Blue Tears
- Sølvguttene
- Willard White (remplaçant d'Andrea Bocelli)

Médecins Sans Frontières est le lauréat du prix Nobel de la paix en 1999. Les artistes invités au concert de cette année-là sont : A1, Bryan Ferry, The Corrs, Denyce Graves, Ismaël Lô, Ladysmith Black Mambazo, Ole Edvard Antonsen avec l'Orchestre de la Radio Norvégienne, Secret Garden, Sting et Tina Turner.

### Dans les années 2000
En 2000, Kim Dae-jung est le prix nobel de la paix. En 2001, les Nations Unies et Kofi Annan en sont désignés gagnants. Les hôtes de marque du concert de 2001 pour célébrer le prix nobel sont : Liam Neeson et Meryl Streep
Les artistes invités au concert : a-ha, Anastacia, Barbara Hendricks, Daniela Mercury, Destiny's Child, Chorale internationale d'enfants, Jan Garbarek, Kodo, Natalie Imbruglia, Paul McCartney, Russell Watson, Wyclef Jean, Youssou N'Dour, Orchestre de la radio norvégienne dirigé par Paul Bateman. La chanson de clôture du concert de 2001 est le morceau Let It Be, interprété par Paul McCartney et les autres artistes présents.
Le président Jimmy Carter est le lauréat du prix Nobel de la paix de 2002. Les artistes invités pour le concert : Angélique Kidjo, Hall and Oates, Jennifer Lopez, Jessye Norman, Joaquín Cortés, Josh Groban, Laura Pausini, Mari Boine, Michelle Branch, Carlos Santana, Sissel Kyrkjebø, Suede, Willie Nelson et l'Orchestre de la radio norvégienne dirigé par Paul Bateman. La grande finale de 2009, chantée par tous les artistes, était Man in the Mirror de Michael Jackson.
En 2003, le prix Nobel de la paix est revenu à Shirin Ebadi et les hôtes au concert pour ce prix sont : Catherine Zeta-Jones et Michael Douglas.
Les invités : 
- Aretha Franklin – Jenny From The Block, Wonderful.
- Angela Gheorghiu – Muzica.
- Orchestre Baobab.
- Carly Simon – Let The River Run.
- Les Cardigans – For What It's Worth et Communication.
- The Chieftains – 40 Shades of Green avec Rosanne Cash.
- Craig David – World filled love, Hidden agenda.
- Jan Werner Danielsen – Air.
- Les Kamkars.
- Lene Marlin – Sorry et Hope you're happy.
- Roberto Alagna – 'O sole mio ; Come prima avec Angela Gheorghiu.
- Robert Plant – Morning Dew avec Strange Sensation.
- Tim McGraw – Please remember me et Hope you're happy.
- Orchestre de la radio norvégienne dirigé par Martin Yates.
- Chorale Gospel Hearts In Motion – Air avec Jan Werner Danielsen

A la grande finale de 2003, le titre Imagine est chanté par tous les artistes. En prestation, Robert Plant a changé le mot religion par division dans la phrase : Nothing to kill or die for/ And no division too (« Rien ne peut tuer ou mourir/ Et pas de division non plus »).
En 2004, Wangari Muta Maathai est désigné prix nobel de la paix. Oprah Winfrey et Tom Cruise sont invités au concert pour sa célébration.
Les artistes invités au concert : Andrea Bocelli, Baaba Maal, Chris Botti, Cyndi Lauper, Diana Krall, Pierre de Joss, Patti LaBelle, The Polyphonic Spree, Sondre Lerche, Suzanna Owiyo , Tony Bennett et Orchestre de la radio norvégienne dirigé par Martin Yates.
L'invitation de Tom Cruise comme hôte a suscité des remours, à la fois de la part de personnes craignant une apologie de la scientologie et de la part de personnes hostiles à ses déclarations de soutien à la guerre d'Irak. Mais, il fait fit de la scientologie lors de sa prestation et estime ses propos sur la guerre sont sortis de leur contexte. Cette grande finale est coordonnée par Patti LaBelle. Et pour la troisième année consécutive, la chanson choisie est Imagine de John Lennon.
L'Agence internationale de l'énergie atomique (AIEA) et Mohamed ElBaradei obtiennent le prix nobel de la paix en 2005. Julianne Moore et Salma Hayek sont invités au concert du prix nobel de la paix.
Muhammad Yunus et la Grameen Bank sont désignés prix nobel de la paix en 2006. Les hôtes au concert de cet évènement sont les stars Sharon Stone et Anjelica Huston. La fille du fille du lauréat du prix Nobel de la paix, Monica Yunus, les artistes suivant sont invités au concert : Hakim, John Legend, Lionel Richie, Morten Abel, Nrityanchal, un groupe bangladais, Paulina Rubio, Renée Fleming, Rihanna , Simply Red, Wynonna, Cat Stevens, Orchestre de la radio norvégienne dirigé par Nick Ingman.
Les artistes se solidarisent avec Lionel Richie sur scène à la fin du spectacle sur le morceau All Night Long.
En 2007, Al Gore et le Groupe d'experts intergouvernemental sur l'évolution du climat (GIEC) obtiennent le prix nobel de la paix. Kevin Spacey (annulation de dernière minute par Tommy Lee Jones ) et Uma Thurman figurent parmi les hôtes.

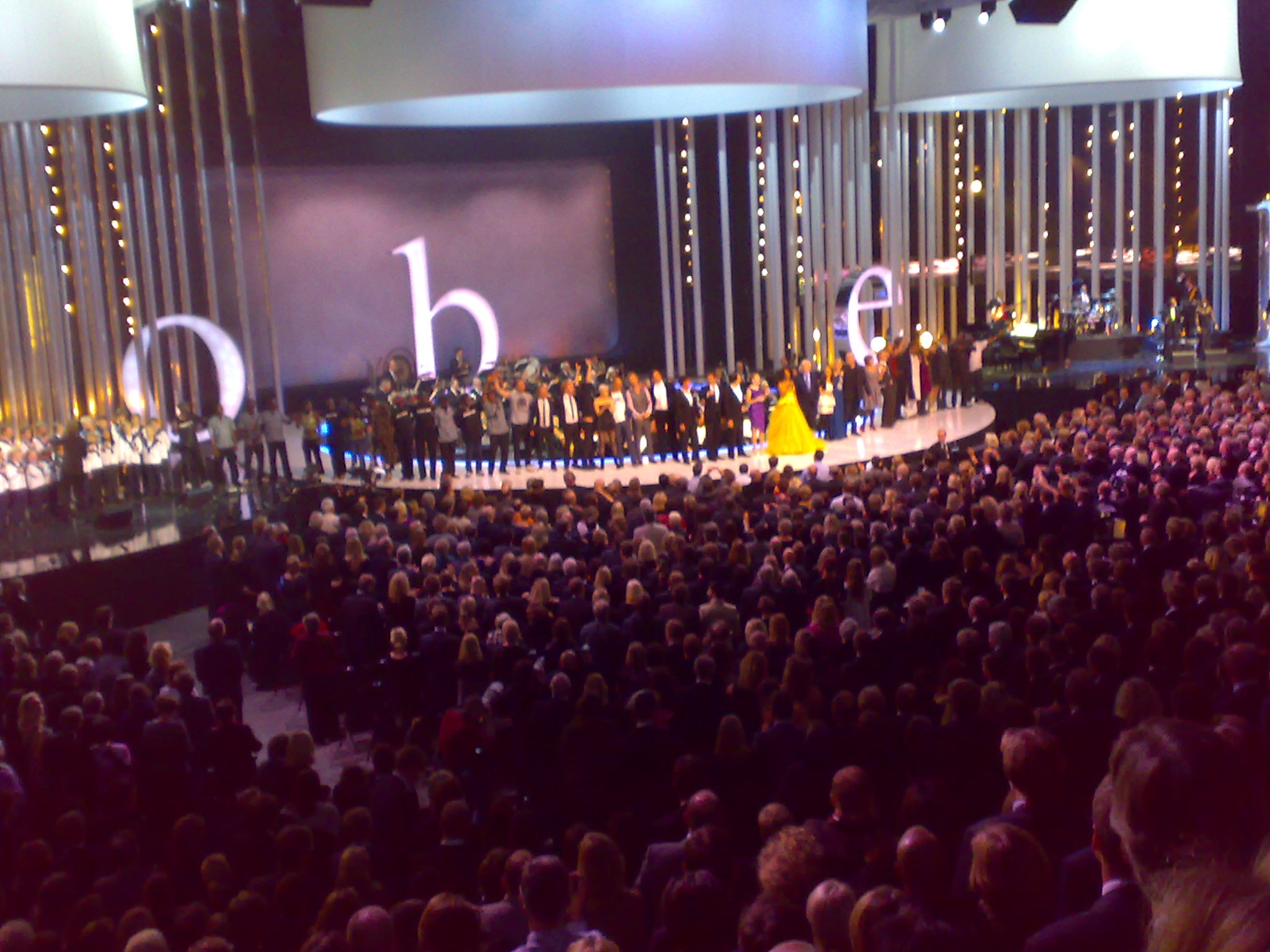
Diana Ross (en robe jaune) et les autres artistes complètent le concert Nobel 2008 au Oslo Spektrum.

En 2008, Martti Ahtisaari est lauréat du prix. Scarlett Johansson et Michael Caine sont invités au concert de célébration de ce prix. Les artistes invités au concert :
- Iver Kleive – Overture.
- Robyn – With Every Heartbeat, Be Mine!.
- Jason Mraz avec Magne Furuholmen – I'm Yours, A Beautiful Mess.
- The Script – The Man Who Can't Be Moved, We Cry.
- Marit Larsen – I've Heard Your Love Songs et If a Song Could Get Me You
- Il Divo – The Winner Takes It All, Adagio, Somewhere.
- Dierks Bentley – Free and Easy, Feel That Fire, Beautiful World[8] avec Marit Larsen.
- Julieta Venegas – El presente et Algún día.
- Seun Kuti et Egypt 80.
- Elina Vähälä – Fantasy.
- Diana Ross – I'm Coming Out, Where Did Our Love Go, Baby Love, Stop! In the Name of Love, If we hold together (avec Sølvguttene ), Do You Know Where You're Going To, Ain't No Mountain High Enough et I Will Survive.
- Orchestre de la radio norvégienne dirigé par Nick Davies.

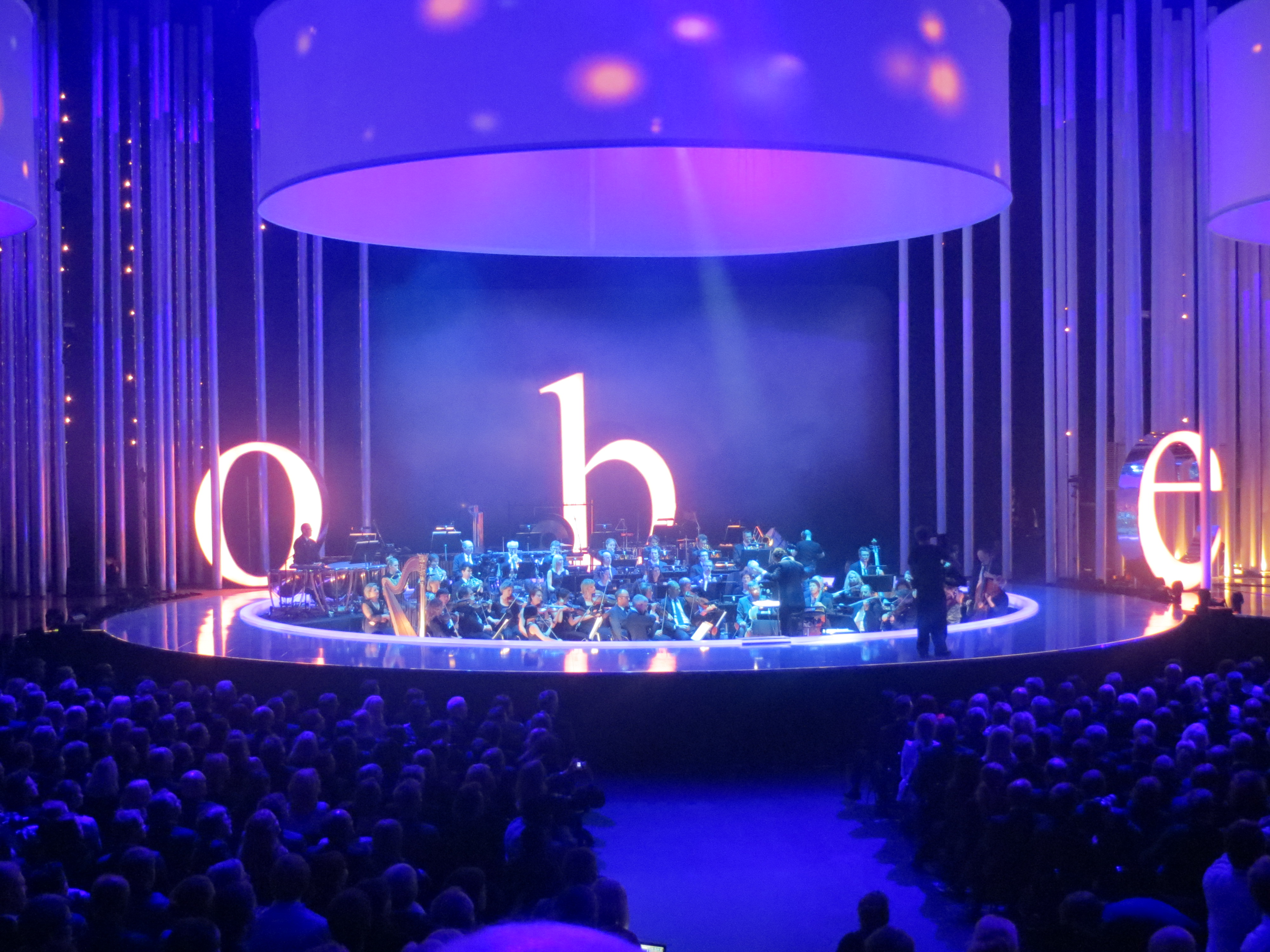
Concert du Prix Nobel de la Paix 2012

En 2009, le président Barack Obama est sacré prix Nobel de la paix. Will Smith et Jada Pinkett Smith sont des hôtes du concert de cette année-là avec la participation de leurs enfants Jaden Smith et Willow Smith. Les artistes invités sont:
- Wyclef Jean – Diallo, Gunpowder et The Sweetest Girl.
- Toby Keith – God Love Her, Cryin' For Me et American Ride
- Donna Summer – MacArthur Park, She Works Hard for the Money, Smile, No More Tears, Bad Girls et Last Dance.
- Luis Fonsi – No me doy por vencido et Yo Te Propongo
- Amadou & Mariam – Welcome to Mali et Beaux Dimanches.
- Alexander Rybak – Fairytale
- Esperanza Spalding – Precious et I Know You Know (vœu spécial de la lauréate du Prix Nobel de la Paix)
- Lang Lang – Rhapsodie en bleu
- Natasha Bedingfield – You raise me up, What about now
- Westlife – You Raise Me Up (avec Ragnhild Hemsing ), What about now ?
- Orchestre de la Radio Norvégienne dirigé par Nick Davies et Jens Wendelboe (ensemble Donna Summer)
- Hearts In Motion Gospel Choir.

### Dans les années 2010

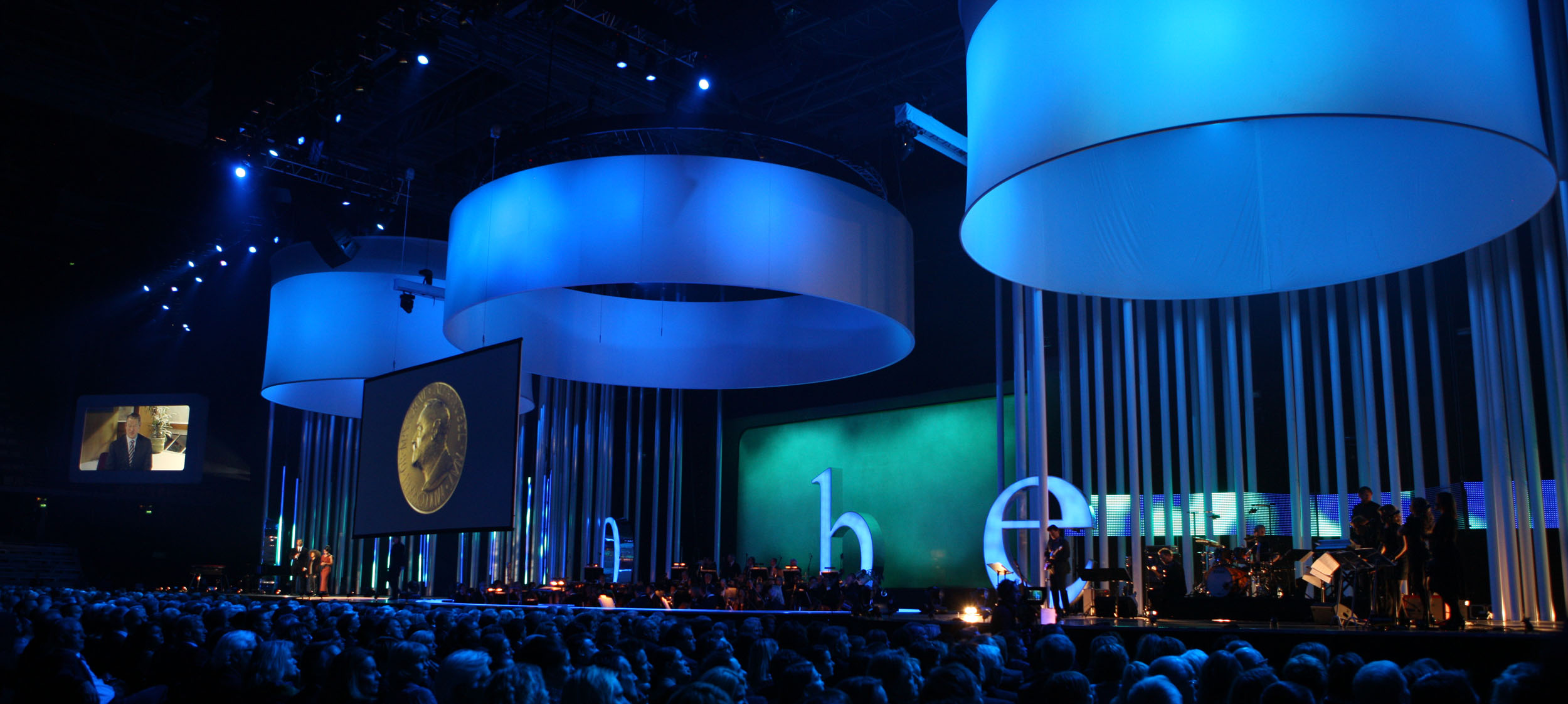
Concert du Prix Nobel de la Paix 2009

En 2010, Liu Xiaobo est le lauréat du prix nobel de la paix. Les artistes invités au concert sont:
- Allah Rakha Rahman – Slumdog Millionaire Suite et Jai Ho avec Asad Khan.
- Herbie Hancock – Imagine, Don't Give Up avec Kristina Train, India.Arie et Greg Phillinganes.
- Inde. Bélier – Imagine et Don't Give Up avec Herbie Hancock, Gift of Acception avec Idan Raichel
- Colbie Caillat – Bubbly, Fallin' for You.
- Florence and the Machine – Dog Days Are Over, Cosmic love
- Robyn – Jeg vet en deilig rose, Dancing On My Own, Indestructible
- Sivert Høyem – Prisonnier de la route, Dans la mer
- Barry Manilow – Could it be magic, Can't smile without, Mandy, Copacabana, One Voice
- Jamiroquai – Canned Heat, Lifeline, Virtual Insanity
- Idan Raichel – Gift of Acceptance avec l’Inde. Bélier
- Kristina Train – Imagine et Don't Give Up avec Herbie Hancock
- Greg Phillinganes – Imagine et Don't Give Up avec Herbie Hancock
- Asad Khan - Jai Ho avec AR Rahman
- Ruth Potter, harpe (présentée dans le coffret Florence and the Machine)
- Orchestre de la radio norvégienne dirigé par Nick Davies (présent dans toutes les performances des artistes)
- Jeunes Cordes Norvégiennes – Rigaudon de la Suite Holberg
- Orchestre de la Maison Nobel.
- Chorale Gospel Hearts In Motion (sur One Voice de Barry Manilow).

En 2011, Ellen Johnson Sirleaf, Leymah Roberta Gbowee et Tawakkol Karman sont sacrés prix nobel de la paix. Les artistes invités sont : Janelle Monáe, Angélique Kidjo, Ahmed Fathi, Ellie Goulding, Jill Scott, Jarle Bernhoft, Sugarland, David Gray, World Youth Choir, Miatta Fahnbulleh.
Tous les artistes invités rejoignent Angélique Kidjo sur scène pour chanter la chanson Move On Up en finale du concert du Prix Nobel de la Paix 2011. Helen Mirren et Rosario Dawson sont les hôtes.
En 2012, l'Union Européenne est déclarée lauréate du prix Nobel de la paix. Les hôtes sont : Sarah Jessica Parker et Gerard Butler. Les artistes invités sont : Susanne Sundfør, Karpe Diem, Laleh Pourkarim, Jennifer Hudson  Kylie Minogue, Seal, Fanfare Ciocărlia OqueStrada, Ne-Yo, Il Volo, Milow, Maria Mena , Orchestre de la radio norvégienne dirigé par Nick Davies et Cliff Masterson (ensemble de Kylie Minogue).
En 2013, l'Organisation pour l'interdiction des armes chimiques obtient le prix nobel de la paix. Les hôtes sont : Claire Danes  et Aaron Eckhart .
En 2014, Malala Yousafzai et Kailash Satyarthi gagnent le prix nobel de la paix. Queen Latifah est l'hôte du concert.
Les artistes invités sont:
- Gabrielle Leithaug – 5 Fine Frøkner et I believe.
- Seinabo Sey – Plus jeune.
- Nuno Bettencourt – Plus que des mots avec Steven Tyler.
- Steven Tyler – Dream On, Livin' On the Edge et Plus que des mots.
- Rahat Nusrat Fateh Ali Khan – Medley et Aao Parhao
- Laura Mvula – Sing to the Moon, That's Alright
- Girls of the World (Juliana Joya, Emily Anne et Carmen Amare) – I'm Malala
- Amjad Ali Khan – Raga For Peace
- Bolly Flex Dancers - Jai Ho, Chaiya Chaiya, Nagada Sang Dhol et One Two Three Four Get.
- Orchestre de la radio norvégienne dirigé par Nick Davies (présent dans toutes les représentations)
- Mosaic (Gospel Choir) (présenté dans I Know Where I've Been de Queen Latifah, I Believe de Gabrielle Leithaug, Dream on de Steven Tyler, I Am Malala de Girls of the World et Aao Parhao de Rahat Fateh Ali Khan)
- Angelina Jordan – What a Wonderful World.

Les performances de Bollywood influencent une grande partie du concert de 2014.
En 2015, Quartet du dialogue national tunisien reçoivent le prix nobel de la paix. Les artistes invités au concert sont : A-ha, Aurora, Kygo Jason Derulo, Emel Mathlouthi, MØ, Parson James, Maty Noyes, Kurt Nilsen, Angelina Jordan, l'Orchestre de la radio norvégienne (présent dans toutes les représentations) et Chœur Gospel Mosaic.
Le président colombien Juan Manuel Santos est sacré prix nobel de la paix, en 2016, pour ses efforts de négociation de paix avec les FARC . Joseph Rotblat et Mouvement Pugwash sont les invités de marque au concert du pris nobel de cette année.
En 2017, la Campagne internationale pour l'abolition des armes nucléaires est déclarée gagnante du prix nobel de la paix. Au concert, Lise Fjeldstad est l'hôte. Les artistes invités sont : David Oyelowo, John Legend, Sigrid Raabe, Zara Larsson, Matoma,, Lukas Graham, Adam Douglas (no), Shy Martin, Becky Hill, Orchestre de la radio norvégienne dirigé par Nick Davies, Nobel House Band, Mosaic Gospel Choir, SiNoRi et Elitekoret.
En 2018, Denis Mukwege et Nadia Murad remportent le prix nobel de la paix. Mais le concert de cette année est suspendu car les organisateurs disent reposer l'initiative et y apporter des réformes. Un concert alternatif est prévu le 9 décembre 2018 avec pour hôtes : Kåre Magnus Bergh et Silje Nordnes. Les artistes invités à ce concert : Eivind Buene, Eva Weel-Skram, Kurt Nilsen, Christel Alsos, Amanda Delara, Fargespill, Freddy Kalas, Matoma, Vamp, Wenche Myhre, Ella Marie Hætta Isaksen, DDE et Julie Bergan.

### La reprise depuis 2023
La programmation complète du concert en 2023, n'est pas dévoilée, mais l'une des têtes d'affiche notables est la chanteuse de jazz Angelina Jordan. En 2024, ce concert est jumelé avec un talk-show qui présente des performances à la première partie de la prestation de l'Orchestre de la radio norvégienne et de plusieurs artistes de renoms.

## Diffuseurs internationaux
| Pays        | Diffuseur                         |
| ----------- | --------------------------------- |
| Norvège     | NRK                               |
| Suède       | TSV                               |
| Australie   | ABC2                              |
| Argentine   | Canal 7                           |
| Brésil      | Bandeirantes TV                   |
| Danemark    | DR K                              |
| Islande     | SkjárEinn                         |
| Inde        | Zee Café                          |
| Indonésie   | MétroTV                           |
| Italie      | Playme.tv, répétition de Mediaset |
| Turquie     | TRT                               |
| ROYAUME-UNI | Arts du ciel                      |
| USA         | Société de radiodiffusion Fox     |